# 蕭觀音奴
蕭觀音奴（?—?），字耶寧。辽国軍人，蕭觀音奴是奚王蕭搭紇之孫。
辽圣宗統和十二年（994年），蕭觀音奴担任右祗候郎君班詳稳，转任奚六部大王。当时，俸禄之外，朝廷还给官员獐鹿百余只，都是取自于民，蕭觀音奴上奏罢除。統和二十二年（1004年）辽圣宗親征北宋，蕭觀音奴和蕭撻凜为先鋒，迫降祁州，攻下德清軍。統和二十三年（1005年），同知南院事，不久去世。

## 延伸阅读
[在维基数据编辑]
 《遼史/卷85》，出自脱脱《遼史》